# Mahamadi Samandoulgou
Mahamadi Samandoulgou est un coureur cycliste ivoirien.

## Palmarès
- 2005
  - 1re étape du Tour de l'or blanc

- 2008
  - 1re étape du Tour de l'or blanc